# Lawson
Lawson — англійський поп-рок-гурт, що сформувався у 2009. Гурт складається із Енді Брауна (вокал, гітара), Раяна Флетчера (бас-гітара, задній вокал), Джоель Піт (електрогітара, задній вокал) та Адама Піттса (барабани). У 2012 випустили свій дебютний студійний альбом «Chapman Square». Гурт названий на честь лікарня Девіда Ловсона із Ліверпуля, який провів операцію на Брауні, котра врятувала йому життя.

## Склад
Поточні учасники
- Ендрю "Енді" Браун (народився 8 травня 1987 у Фазакерлі, Ліверпуль) — вокал, ритм-гітара
- Адам Піттс (народився 24 грудня 1990 у Брайтоні) — барабани
- Джоель Піт (народився 27 червня 1990 у Менсфілді, Ноттінгемшир) — електрогітара, задній вокал
- Раян Флетчер (народився 9 січня 1990 у Честерфілді, Дербішир) — бас-гітара, задній вокал

## Дискографія
Студійні альбоми
- 2012: Chapman Square
- 2016: Perspective

Міні-альбоми
- 2013: iTunes Festival: London 2013
- 2015: Lawson

Сингли
- 2012: When She Was Mine
- 2012: Taking Over Me
- 2012: Standing in the Dark
- 2012: Learn to Love Again
- 2013: Brokenhearted
- 2013: Juliet[en]
- 2015: Roads
- 2015: Under the Sun
- 2016: Money[en]
- 2016: Where My Love Goes

### Музичні відео
| Пісня                      | Рік  | Режисер           |
| -------------------------- | ---- | ----------------- |
| "When She Was Mine"        | 2012 | Declan Whitebloom |
| "Taking Over Me"           | 2012 | Josh Forbes       |
| "Standing in the Dark"     | 2012 | Nick Bartleet     |
| "Learn To Love Again"      | 2012 | Shane Drake       |
| "Brokenhearted" (із B.o.B) | 2013 | Declan Whitebloom |
| "Juliet"                   | 2013 | Carly Cussen      |
| "Roads"                    | 2015 | James Slater      |
| "Under the Sun"            | 2015 | Embryo            |
| "We Are Kings"             | 2015 | Embryo            |
| "Money"                    | 2016 | Carly Cussen      |
| "Where My Love Goes"       | 2016 | Mike Baldwin      |